# Cochranella xanthocheridia
"Cochranella" xanthocheridia
Espèce
Statut de conservation UICN

 VU B1ab(iii) : Vulnérable
"Cochranella" xanthocheridia est une espèce d'amphibiens de la famille des Centrolenidae. Depuis la redéfinition du genre Cochranella, il est évident que C. xanthocheridia n'appartient pas à ce genre mais aucun autre genre n'a pour l'instant été proposé de manière formelle.

## Répartition
Cette espèce est endémique de Colombie. Elle se rencontre dans les départements d'Antioquia et de Risaralda de 800 à 2 060 m d'altitude sur le versant Ouest de la cordillère Occidentale.

## Description
Les mâles mesurent de 22,7 à 24,4 mm.

## Publication originale
- Ruiz-Carranza & Lynch, 1995 : Ranas Centrolenidae de Colombia VI. Cuatro nuevas especies de Cochranella de la Cordillera Occidental. Lozania, vol. 63, p. 1-15.